# متغير عشوائي
المتغير العشوائي (بالإنجليزية: Random Variable)‏ في الرياضيات، وبالتحديد في الاحتمالات والإحصاء، متغير ذو قيمة متغيرة طبقًا للصدفة (أي أنه يحقق مفهوم العشاوة)، فلا يكون ثابتًا على قيمة معينة محددة. يساوي متغير عشوائي قيمة من القيم الممكنة المختلفة، لكل واحدة منهن احتمال ما.
متغير العشوائي، كمية عشوائية، متغير تصادفي (بالإنجليزية، random variable, random quantity, aleatory variable or stochastic variable) هو كمية متغيرة تعتمد قيمتها على النتائج الممكنة (possible outcomes). كدالة، يجب أن يكون المتغير العشوائي قابلاً للقياس، بمعنى أن يتم استبعاد حالات معتلة معينة حيث الكمية التي يأخذها المتغير العشوائي حساسة للتغييرات البسيطة في النتائج.
لذلك فالمتغير العشوائي هو دالة رياضية تَنسِبُ لكلِ عينةٍ من فَضَاء العينات Ω، عددا مناسبًا من فضاء الأعداد الحقيقية {\displaystyle \mathbb {R} }.
من المعروف أن هذه النتائج تعتمد على بعض المتغيرات الفيزيائية غير المفهومة كلياً. على سبيل المثال، عند إلقاء عملة معدنية، تعتمد النتيجة النهائية سواء صورة أو كتابة على فيزياء معقدة يصعب باستخدامها حساب النتيجة. نطاق المتغير العشوائي هو فئة كل النتائج الممكنة. في حالة العملة المعدنية، يوجد فقط نتيجتان ممكنتان، تحديداً صورة أو كتابة. لأن إحدى النتيجتين يجب أن يحدث، أياً من الحدثين أن تظهر الصورة أو أن تظهر الكتابة يجب أن يأخذ قيمة احتمال غير صفرية.
يُعرَّف المتغير العشوائي على أنه دالة ترسم نتائج التجربة إلى كميات رقمية، بالتحديد قيماً حقيقية. بهذا المعنى، هو طريقة لنسْب قيمة رقمية لكل نتيجة فيزيائية. ما هو «عشوائي» هي الفيزياء غير المؤكدة التي تصف كيفية سقوط العملة المعدنية وعدم اليقين أي من النتائج سيحدث.
ما يميز المتغير العشوائي عن دراسة أي دالة في الرياضيات هو أننا لا نهتم بقيم الدالة في حد ذاتها، وإنما باحتمال أن نحصل على قيمة معينة أو أن تكون قيم الدالة في حيز معين.
معنى قيم الاحتمال المنسوبة للقيم الممكنة للمتغير العشوائي ليس جزءًا من نظرية الاحتمالات نفسها، ولكن متعلق بالجدال الفلسفي المرتبط بتأويل الاحتمالات. تعمل الرياضيات بنفس الآلية بصرف النظر عن التأويل المعين قيد الاستخدام.
للمتغير العشوائي توزيع احتمالي يحدد احتمال أن تقع قيمته في فترة معطاة. يمكن أن تكون المتغيرات العشوائية متقطعة، أي تأخذ أي من قيم محددة، منتهية أو قابلة للعد، معطاة دالة كتلة احتمال مميِّزة للتوزيع الاحتمالي للمتغير العشوائي، أو يمكن أن تكون المتغيرات العشوائية متصلة، آخذة أي قيم رقمية في فترة أو مجموعة من الفترات من خلال دالة كثافة احتمال تميز التوزيع الاحتمالي لهذه المتغيرات العشوائية، أو مزيجاً من النوعين. رغم ما ذكرناه من أن جُلَّ اهتمامنا ينصب على التوزيع الاحتمالي للمتغير لا على قيم الدالة ذاتها، فإن متغيران عشوائيان لهما نفس التوزيع الاحتمالي لا يزالا مختلفين بخصوص ارتباطهما بـ، أو استقلالهما عن، المتغيرات العشوائية الأخرى. التمثيل المحدد لمتغير عشوائي، أي نتائج الاختيار العشوائي لقيم وفقاً لدالة التوزيع الاحتمالي للمتغير، يُعرف بالمثائل العشوائية random variates.
المعالجة الرياضية الرسمية لمتغير عشوائي موضوع في نظرية الاحتمالات. في هذا الشأن، يمكن اعتبار متغير عشوائي دالة مُعرفة على فضاء عينة، مخرجاته قيم رقمية.

## تعريف رياضي
في تجربة احتمالات قمنا بها، حصلنا على فضاء العينات التالي {\displaystyle \Omega =\{{\omega }_{1},{\omega }_{2},{\omega }_{3},\cdots ,{\omega }_{n}\}} ، نُعرف المتغيير العشوائي {\displaystyle X} كما يلي:
{\displaystyle X:\Omega \to \mathbb {R} }، حيث:
{\displaystyle \forall i=1,2,\cdots ,n\,,\forall {\omega }_{i}\in \Omega ,\exists c\in \mathbb {R} :X({\omega }_{i})=c}
أي أن {\displaystyle X} يأخذ كل حدث {\displaystyle \omega } من فضاء العينات {\displaystyle \Omega }، ويربطه مع رقم معين ذو معنى - سنرى لاحقًا - من فضاء الأرقام {\displaystyle \mathbb {R} }.
ع_ه

## أمثلة
- مثال «أ»:

في تجربة بسيطة كتجربة رمي حجر النرد، مع التشديد على أن حجر النرد غير مزيف، يمكن لتجربتنا أن تنتهي بنتيجة من النتائج التالية: إما أنا حصلنا على الرقم 1 - الوجه العلوي للحجر -، أو على الرقم 2.... أو على الرقم 6. لذلك فإن فضاء العينات لتجربتنا «رمي حجر الترد» هو {\displaystyle \Omega =\{1,2,3,4,5,6\}}.

نُعرف المتغيير العشوائي {\displaystyle X} بأنه الناتج نفسه من رمي حجر النرد، أي:

{\displaystyle \forall i=1,2,3,4,5,6\quad X({\omega }_{i})={\omega }_{i}}
لذلك فإن القيم التي يمكن للمتغيير العشوائي {\displaystyle X} أن يأخذها هي أيضًا المجموعة {\displaystyle X=\{1,2,3,4,5,6\}}.
- مثال «ب»:

في تجربة أكثر تعقيدًا من التي في مثال «أ»، تقوم وزارة الإسكان بعمل إحصاء لسكان الدولة الذكور منهم. نختار رجلًا من مجموعة الرجال ونرمز له بـ {\displaystyle \omega }.

المتغيير العشوائي A هو عمر هذا الرجل، والمتغيير العشوائي C هو عدد أولاده.
{\displaystyle A:\Omega \to \mathbb {R} ,\omega \mapsto A(\omega )={\text{age of }}\omega }
{\displaystyle C:\Omega \to \mathbb {N} ,\omega \mapsto C(\omega )={\text{number of }}\omega {\text{'s children}}}
نلاحظ أن المتغيير العشوائي {\displaystyle C} يربط كل حدث - رجل - برقم صحيح - أي بـ {\displaystyle \mathbb {N} } - وليس برقم حقيقي {\displaystyle \mathbb {R} }، وهذا أمر ممكن، كونه يشير إلى عدد أولاد هذا الرجل، فلا يمكن أن يكون عدد أولاده كسورًا.